# 朱作民
朱作民，台灣戲曲鼓師，台灣宜蘭人。
從小學習台灣歌仔戲、台灣北管戲司鼓藝術，在宜蘭縣立蘭陽戲劇團擔任很長時間的鼓師，並曾應邀在「河洛」、「陳美雲」、「許亞芬」等歌仔戲劇團擔任鼓師（武場領導；武場領班；武場指導）或打擊樂演奏員。
他在宜蘭縣政府文化局出版的《歌仔戲曲調卡拉OK》（劉文亮編曲）歌仔戲音樂專輯中擔當司鼓重任。
他給《新鳳凰蛋》、《秋風辭》、《兵學亞聖》這幾部大型舞台歌仔戲公演的首演打鼓。
陳美雲歌劇團大型舞台歌仔戲公演《秦香蓮》、《陳三五娘》、《重返鯉魚潭》請他擔任鼓師。
《秦香蓮》、《陳三五娘》2劇應邀到新加坡公演。
台灣國立傳統藝術中心主辦，2001年8月31日在宜蘭縣政府文化局演藝廳世界首演的「歌仔戲主題音樂會」的台灣歌仔戲部分特請他打鼓（柯銘峰編曲，劉文亮主弦）。
朱作民其他的司鼓作品有《碧海情天》、《馬賢伏龍》、《無毒有我》（《林則徐》）、《拐騙記》、《唐伯虎點秋香》（這幾部戲都是閻循瑋的導演作品）、《吉人天相》（石文戶執導）等。